# Dorosoma smithi
Dorosoma smithi är en fiskart som beskrevs av Hubbs och Miller, 1941. Dorosoma smithi ingår i släktet Dorosoma och familjen sillfiskar. Inga underarter finns listade i Catalogue of Life.